# Gran Premio de la República Checa de Motociclismo de 2005
El Gran Premio de la República Checa de Motociclismo de 2005 (oficialmente Gauloises Grand Prix České Republiky) fue la undécima prueba del Campeonato del Mundo de Motociclismo de 2005. Tuvo lugar en el fin de semana del 26 al 28 de agosto de 2005 en el Autódromo de Brno, situado en Brno, Moravia, República Checa.
La carrera de MotoGP fue ganada por Valentino Rossi, seguido de Loris Capirossi y Max Biaggi. Dani Pedrosa ganó la prueba de 250 cc, por delante de Jorge Lorenzo y Casey Stoner. La carrera de 125 cc fue ganada por Thomas Lüthi, Mika Kallio fue segundo y Marco Simoncelli tercero.

## Resultados

### Resultados MotoGP
| Pos     | Piloto            | Constructor | Tiempo/Retirado | Parrilla | Puntos |
| ------- | ----------------- | ----------- | --------------- | -------- | ------ |
| 1       | Valentino Rossi   | Yamaha      | 43:56.539       | 4        | 25     |
| 2       | Loris Capirossi   | Ducati      | +1.837          | 3        | 20     |
| 3       | Max Biaggi        | Honda       | +3.444          | 10       | 16     |
| 4       | Alex Barros       | Honda       | +4.148          | 7        | 13     |
| 5       | Nicky Hayden      | Honda       | +4.363          | 2        | 11     |
| 6       | Marco Melandri    | Honda       | +11.150         | 5        | 10     |
| 7       | Colin Edwards     | Yamaha      | +13.532         | 9        | 9      |
| 8       | Carlos Checa      | Ducati      | +19.331         | 6        | 8      |
| 9       | Troy Bayliss      | Honda       | +27.125         | 13       | 7      |
| 10      | Makoto Tamada     | Honda       | +27.248         | 12       | 6      |
| 11      | Kenny Roberts Jr  | Suzuki      | +27.684         | 17       | 5      |
| 12      | Shinya Nakano     | Kawasaki    | +27.803         | 11       | 4      |
| 13      | John Hopkins      | Suzuki      | +28.278         | 8        | 3      |
| 14      | Toni Elías        | Yamaha      | +28.571         | 15       | 2      |
| 15      | Alex Hofmann      | Kawasaki    | +29.768         | 14       | 1      |
| 16      | Nobuatsu Aoki     | Suzuki      | +41.778         | 16       |        |
| 17      | Roberto Rolfo     | Ducati      | +57.800         | 19       |        |
| 18      | Ruben Xaus        | Yamaha      | +1:08.082       | 20       |        |
| 19      | James Ellison     | Blata       | +1:42.169       | 18       |        |
| 20      | Franco Battaini   | Blata       | +1:54.784       | 21       |        |
| Ret     | Sete Gibernau     | Honda       | Retirado        | 1        |        |
| Ret     | Jeremy McWilliams | Proton      | Retirado        | 22       |        |
| Fuente: |                   |             |                 |          |        |

### Resultados 250cc
| Pos     | Piloto            | Constructor | Tiempo/Retirado | Parrilla | Puntos |
| ------- | ----------------- | ----------- | --------------- | -------- | ------ |
| 1       | Dani Pedrosa      | Honda       | 41:24.944       | 2        | 25     |
| 2       | Jorge Lorenzo     | Honda       | +1.303          | 1        | 20     |
| 3       | Casey Stoner      | Aprilia     | +4.253          | 3        | 16     |
| 4       | Alex de Angelis   | Aprilia     | +5.326          | 7        | 13     |
| 5       | Hiroshi Aoyama    | Honda       | +8.392          | 8        | 11     |
| 6       | Andrea Dovizioso  | Honda       | +8.471          | 4        | 10     |
| 7       | Sebastián Porto   | Aprilia     | +25.545         | 6        | 9      |
| 8       | Randy de Puniet   | Aprilia     | +32.159         | 5        | 8      |
| 9       | Roberto Locatelli | Aprilia     | +33.969         | 11       | 7      |
| 10      | Sylvain Guintoli  | Aprilia     | +35.544         | 10       | 6      |
| 11      | Jakub Smrž        | Honda       | +51.827         | 14       | 5      |
| 12      | Anthony West      | KTM         | +52.049         | 23       | 4      |
| 13      | Alex Debón        | Honda       | +58.214         | 19       | 3      |
| 14      | Radomil Rous      | Honda       | +58.604         | 18       | 2      |
| 15      | Steve Jenkner     | Aprilia     | +58.911         | 22       | 1      |
| 16      | Andrea Ballerini  | Aprilia     | +1:06.203       | 16       |        |
| 17      | Mirko Giansanti   | Aprilia     | +1:14.453       | 21       |        |
| 18      | Arnaud Vincent    | Fantic      | +1:27.753       | 25       |        |
| 19      | Martín Cárdenas   | Aprilia     | +1:28.522       | 27       |        |
| 20      | Álvaro Molina     | Aprilia     | +1:48.266       | 29       |        |
| 21      | Gregory Leblanc   | Aprilia     | +1:49.455       | 26       |        |
| 22      | Michal Filla      | Yamaha      | +1 vuelta       | 28       |        |
| 23      | Alex Baldolini    | Aprilia     | +1 vuelta       | 17       |        |
| 24      | Nicklas Cajback   | Yamaha      | +1 vuelta       | 30       |        |
| Ret     | Taro Sekiguchi    | Aprilia     | Retirado        | 24       |        |
| Ret     | Dirk Heidolf      | Honda       | Retirado        | 20       |        |
| Ret     | Chaz Davies       | Aprilia     | Retirado        | 15       |        |
| Ret     | Simone Corsi      | Aprilia     | Retirado        | 13       |        |
| Ret     | Héctor Barberá    | Honda       | Retirado        | 12       |        |
| Ret     | Yuki Takahashi    | Honda       | Retirado        | 9        |        |
| Fuente: |                   |             |                 |          |        |

### Resultados 125cc
| Pos     | Piloto            | Constructor | Tiempo/Retirado | Parrilla | Puntos |
| ------- | ----------------- | ----------- | --------------- | -------- | ------ |
| 1       | Thomas Lüthi      | Honda       | 41:32.409       | 1        | 25     |
| 2       | Mika Kallio       | KTM         | +3.212          | 3        | 20     |
| 3       | Marco Simoncelli  | Aprilia     | +3.326          | 4        | 16     |
| 4       | Sergio Gadea      | Aprilia     | +7.754          | 20       | 13     |
| 5       | Lorenzo Zanetti   | Aprilia     | +14.453         | 15       | 11     |
| 6       | Fabrizio Lai      | Honda       | +25.156         | 7        | 10     |
| 7       | Mike Di Meglio    | Honda       | +25.247         | 17       | 9      |
| 8       | Manuel Poggiali   | Gilera      | +25.509         | 14       | 8      |
| 9       | Gábor Talmácsi    | KTM         | +25.773         | 5        | 7      |
| 10      | Julián Simón      | KTM         | +26.066         | 13       | 6      |
| 11      | Andrea Iannone    | Aprilia     | +28.977         | 18       | 5      |
| 12      | Álvaro Bautista   | Honda       | +30.360         | 21       | 4      |
| 13      | Aleix Espargaró   | Honda       | +30.375         | 23       | 3      |
| 14      | Sandro Cortese    | Honda       | +30.759         | 6        | 2      |
| 15      | Stefan Bradl      | KTM         | +33.726         | 26       | 1      |
| 16      | Pablo Nieto       | Derbi       | +36.880         | 19       |        |
| 17      | Raffaele de Rosa  | Aprilia     | +38.339         | 10       |        |
| 18      | Imre Tóth         | Aprilia     | +38.415         | 25       |        |
| 19      | Nicolás Terol     | Derbi       | +41.510         | 31       |        |
| 20      | Manuel Hernández  | Aprilia     | +44.672         | 22       |        |
| 21      | Vincent Braillard | Aprilia     | +47.255         | 33       |        |
| 22      | Joan Olivé        | Aprilia     | +1:02.693       | 32       |        |
| 23      | Sascha Hommel     | Malaguti    | +1:32.186       | 37       |        |
| 24      | Thomas Mayer      | Aprilia     | +1:32.368       | 38       |        |
| 25      | Julián Miralles   | Aprilia     | +2:09.147       | 40       |        |
| 26      | David Bonache     | Honda       | +2:17.127       | 39       |        |
| Ret     | Patrik Vostárek   | Honda       | Retirado        | 34       |        |
| Ret     | Mattia Pasini     | Aprilia     | Retirado        | 2        |        |
| Ret     | Héctor Faubel     | Aprilia     | Retirado        | 16       |        |
| Ret     | Jordi Carchano    | Aprilia     | Retirado        | 36       |        |
| Ret     | Lukas Razek       | Honda       | Retirado        | 41       |        |
| Ret     | Federico Sandi    | Honda       | Retirado        | 35       |        |
| Ret     | Dario Giuseppetti | Aprilia     | Retirado        | 29       |        |
| Ret     | Karel Abraham     | Aprilia     | Retirado        | 24       |        |
| Ret     | Michael Ranseder  | KTM         | Retirado        | 12       |        |
| Ret     | Raymond Schouten  | Honda       | Retirado        | 27       |        |
| Ret     | Michele Pirro     | Malaguti    | Retirado        | 30       |        |
| Ret     | Alexis Masbou     | Honda       | Retirado        | 11       |        |
| Ret     | Tomoyoshi Koyama  | Honda       | Retirado        | 9        |        |
| Ret     | Lukáš Pešek       | Derbi       | Retirado        | 8        |        |
| Fuente: |                   |             |                 |          |        |